# محله درب شاهزاده

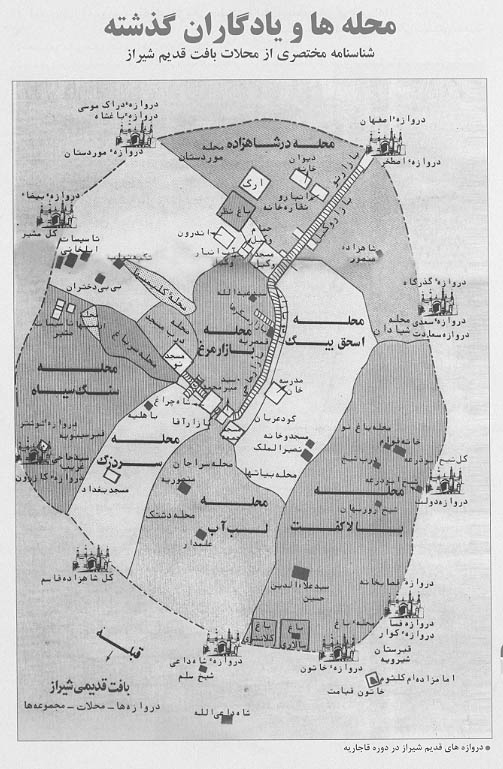
نقشه شیراز قدیم

محله درب شاهزاده (در شازده)، نام یکی از محله‌های شیراز قدیم می‌باشد که در شمال این شهر واقع بوده‌است. این محله مهم‌تریم محله شیراز قدیم بوده و دلیل آن وجود بازار وکیل، بناهای حکومتی زندیه و دروازه اصفهان که ورود و خروج شهر شیراز به سمت شهرهای اصفهان و تهران بوده است.
در زمان قبل از کریم خان زند این محله به دو بخش محلهٔ شیادان و محلهٔ موردستان تقسیم شده بود که کریمخان این دو محله را در هم ادغام کرد و در محله موردستان به‌دلیل سرسبزی و زیبایی و قدمت این محله بناها و تاسیسات حکومتی مانند ارگ و دیوان خانه را بنا نمود. در این محله بناهای مهم حکومتی و مقبره امامزادگان شیعه و مساجد و حمام های زیبا و قدیمی وجود داشته و دارد. در این محله بزرگ شیراز قدیم خاندان‌های معروف زیادی زندگی می‌کردند که تعدادی از معروف‌ترین آنها خانواده‌های ده‌بزرگی، مجرب، آذرشاه، عابدینی، رحمان ستایش،اسکروچی و خاندان عدیله اشاره کرد.

## وجه تسمیه
این محله به دلیل وجود آرامگاه شاهزاده منصور در آن بدین نام خوانده می‌شود.  
- (موردستان). دراین محله بسیار موردزارهای سر سبز وزیبایی بوده.

## موقعیت جغرافیایی
این محله از شمال به محله دروازه اصفهان و محله دروازه سعدی، از جنوب به محله بالا کفت (بالا کفد)، محله اسحاق بیگ و محله بازار مرغ محدود می‌شده‌است.

## بناهای شاخص محله
از بناهای شاخص محله می‌توان به مسجد وکیل، حمام وکیل، بازار وکیل، بازار نو، مسجد مولا و کاروان‌سراهای احمدی اشاره کرد.

## تقسیم‌بندی محلات شیراز قدیم
در کل محلات شیراز به دو دسته بزرگ حیدری و نعمتی تقسیم شده بودند. حیدری به محلاتی گفته می‌شد که افراد آن محلات، خود را پیرو سلطان حیدر که از مشایخ عرفان بود، می‌دانستند.
نعمتی به محلاتی اطلاقی می‌شد که ساکنان آن خود را پیرو شاه نعمت‌الله ولی که او نیز از بزرگ‌ترین و شاخص‌ترین عرفای عصر بود، می‌دانستند. درگیری‌ها و مخاصماتی که بین این دو دسته در سال‌های متمادی صورت گرفته هنوز هم مورد بحث است و حتی به صورت ضرب‌المثل جنگ حیدری، نعمتی در زبان‌هاست.
پنج محله محله اسحاق بیگ، محله درب شاهزاده، محله بالا کفت، محله میدان شاه و محله بازار مرغ را حیدری خانه و پنج محله محله سرباغ، محله سنگ سیاه، محله درب مسجد، محله لب آب و محله سر دزک را نعمتی خانه می‌گفتند. البته محله ارمنی‌ها و محله کلیمی‌ها جزء محلات بی‌طرف بودند و کاری به درگیری‌ها و مخاصمات نداشتند.